# Ljusmyrsbergets naturreservat
Ljusmyrsbergets naturreservat är ett naturreservat i Hudiksvalls kommun och Söderhamns kommun i Gävleborgs län.
Området är naturskyddat sedan 2024 och är 250 hektar stort. Reservatet ligger sydväst om Enånger och består av tre bergstoppar, på Ljusmyrsbergets sluttningar finns klapperstensfäl. Naturen domineras av tallskogar på hällmarker med det finns även barrblandskogar.
- gråberget